# Paul Winter Consort
Paul Winter Consort är en amerikansk musikgrupp under ledning av saxofonisten Paul Winter. Gruppen skapades 1967 och blandar inslag av klassisk musik, jazz, world music, och även ljud från djur och naturen. De nuvarande medlemmarna är percussionisten Glen Velez och pianisten Paul Halley. Tidigare medlemmar inkluderar blåsinstrument-spelaren Paul McCandless, percussionisten Guilherme Franco och gitarristerna Ralph Towner och Jim Scott, basisten Glen Moore och sitar-spelaren Collin Walcott. De före detta medlemmarna McCandless, Towner, Moore och Walcott lämnade gruppen för att istället skapa gruppen Oregon.

## Diskografi

### Album
Studioalbum
- The Winter Consort (1968)
- Something In The Wind (1969)
- Road (1970)
- Icarus (1972)
- Earthdance (1977)
- Common Ground (1978)
- Missa Gaia / Earth Mass (1982)
- Sun Singer (1983)
- Concert for the Earth (1985)
- Wintersong (Tomorrow Is My Dancing Day) (1986)
- Earth: Voices of a Planet (1990)
- Turtle Island (1991)
- Spanish Angel (1993)
- Prayer For The Wild Things (1994)
- Canyon Lullaby (1997)
- Silver Solstice (2005)
- Crestone (2007)
- Miho: Journey to the Mountain (2010)
- Earth Music (2011)

Livealbum
- Solstice Live! (1993)

Samarbeten
- Earth Beat (med The Dimitri Pokrovsky Singers) (1987)
- Oscar! (med Oscar Castro-Neves) (1987)
- Noah And The Ark (med Kelly McGillis) (1992)
- The Man Who Planted Trees (med Lara López & Jean Giono) (1990)

Samlingsalbum
- Wolf Eyes: A Retrospective (1989)
- Anthems:10 Years of Living Music (1998)

## Filmer
- Canyon Consort (1985).